# Joseph Samuel Bloch

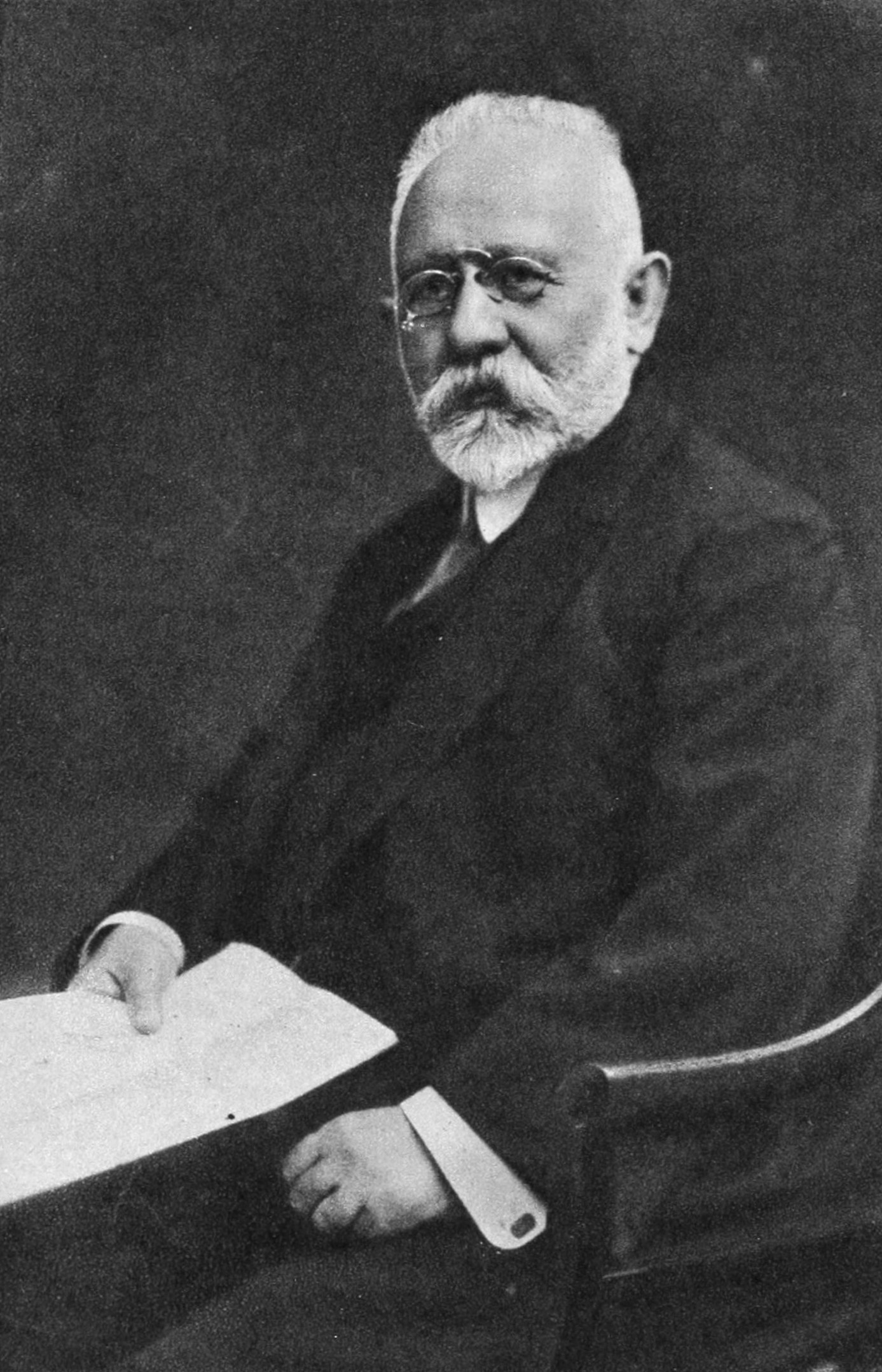
Joseph Samuel Bloch

Joseph Samuel Bloch (geboren am 20. November 1850 in Dukla, Galizien, Kaisertum Österreich; gestorben am 1. Oktober 1923 in Wien) war ein österreichischer Rabbiner und Reichsratsabgeordneter.

## Leben
Joseph Samuel Bloch, Sohn eines Bäckers, besuchte als Jugendlicher die Jeschiwa, machte die Rabbinerausbildung und holte die Gymnasialausbildung privat in Magdeburg und Liegnitz nach. Nach seinem Studium in München und Zürich wurde er dort Doktor der Philosophie und lebte daraufhin als Rabbiner in Rendsburg (Holstein), Kobylin (Provinz Posen), Brüx (Böhmen) und schließlich in der Wiener Arbeitergemeinde Floridsdorf.
Von 1883 bis 1895 war er Mitglied des österreichischen Abgeordnetenhauses als Abgesandter der galizischen Bezirke Buczacz-Kolomea-Sniatyn und als Mitglied des Polenklubs.
Er trat als Anwalt jüdischer Angelegenheiten auf und nahm die Juden im Reichsrat und in den Pressesparten in Schutz. Besonderes Aufsehen erregte die Klage des Verfechters der Ritualmordlegende von Tiszaeszlár August Rohling gegen ihn, wozu Blochs Immunität am 12. Februar 1884 vom Parlament aufgehoben werden musste. Der antisemitische Abgeordnete Georg Ritter von Schönerer nutzte die Gelegenheit, die Blutbeschuldigung im Parlament zu verbreiten. Bloch nahm die Behauptungen der Antisemiten ernst und suchte ihnen systemimmanent zu begegnen und sie dann ad absurdum zu führen. Im Prozess konnte er Rohling der Unwissenheit des Hebräischen überführen, woraufhin der Prozess wegen angeblicher Verleumdung platzte.

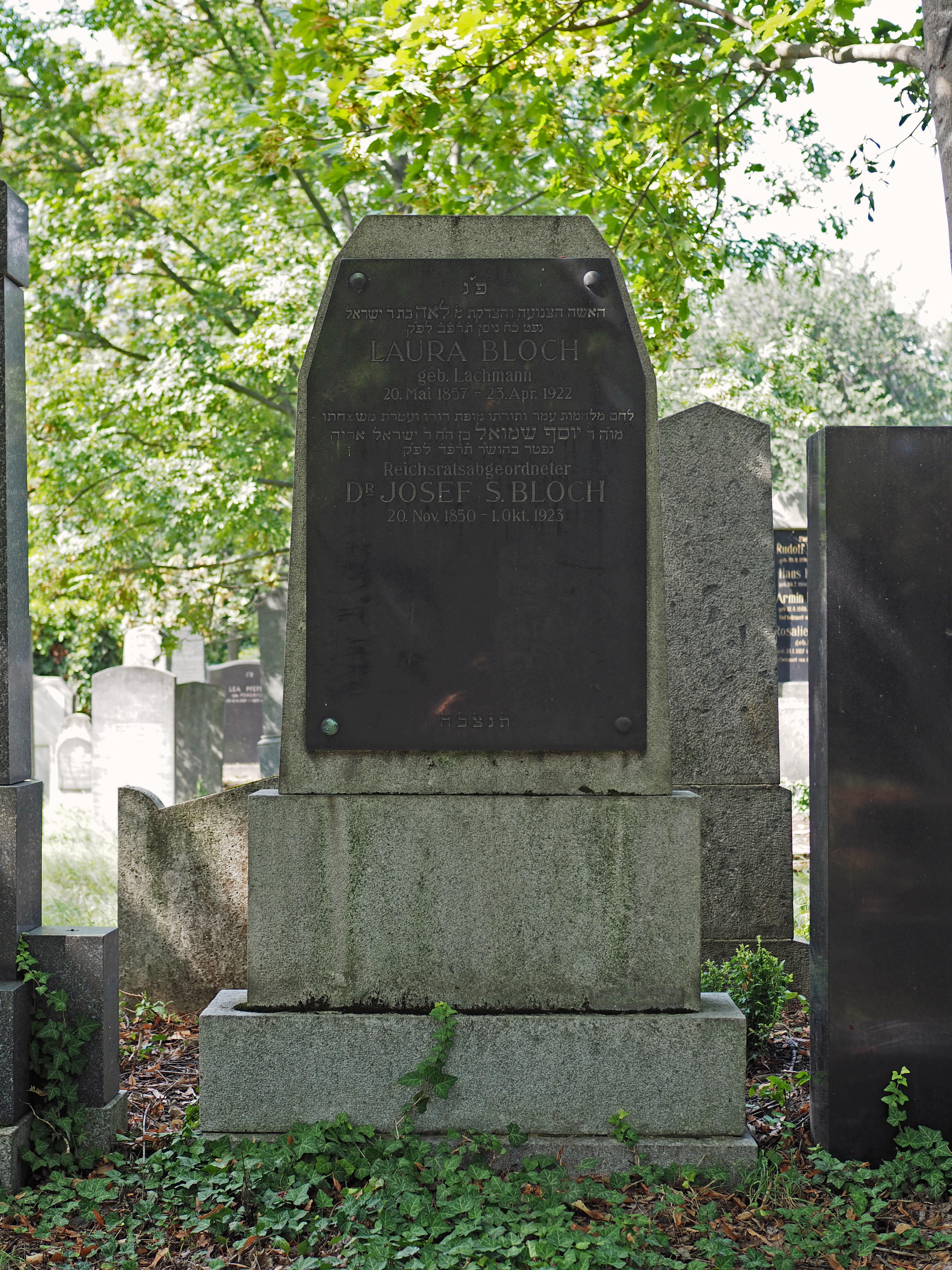
Grab von Joseph Samuel Bloch auf dem Wiener Zentralfriedhof

Als im Jahre 1893 der von Pfarrer Joseph Deckert bezahlte Konvertit Paulus Meyer in der Ausgabe der Zeitschrift Vaterland vom 11. Mai behauptete, dass eine Gruppe russischer Rabbiner in Lentschna in seiner Gegenwart einen Ritualmord begangen habe, veranlasste Bloch im Namen der Kinder dieser Rabbiner die Strafverfolgung von Deckert, Meyer und den Herausgeber dieser Zeitschrift. Am 15. September wurde im Prozess die Verschwörung aufgedeckt und die drei Angeklagten zu Gefängnisstrafen verurteilt.
Bloch war Mitbegründer der Österreichisch-Israelitischen Union. Er war Begründer und jahrzehntelanger Herausgeber und Redakteur der „Oesterreichischen Wochenschrift“, die sich zuerst gegen den jüdischen Deutschnationalismus, dann aber auch gegen Politik von Theodor Herzl wandte. Engagement zeigte er während des Ersten Weltkrieges und auch danach mit der Hilfe für ostjüdische Flüchtlinge in Wien.
Er war Anhänger des nationalen Judentums und der jüdischen Kolonisation in Palästina, aber auch Gegner des politischen Zionismus. Später wurde er zum Anhänger der österreichischen Idee.
Seine letzte Ruhestätte fand Joseph Samuel Bloch in der neuen jüdischen Abteilung des Wiener Zentralfriedhofs (Tor 4, Gruppe 5, Reihe 4, Nr. 9).

## Schriften (Auswahl)
- Zur agadischen Hermeneutik (1873)

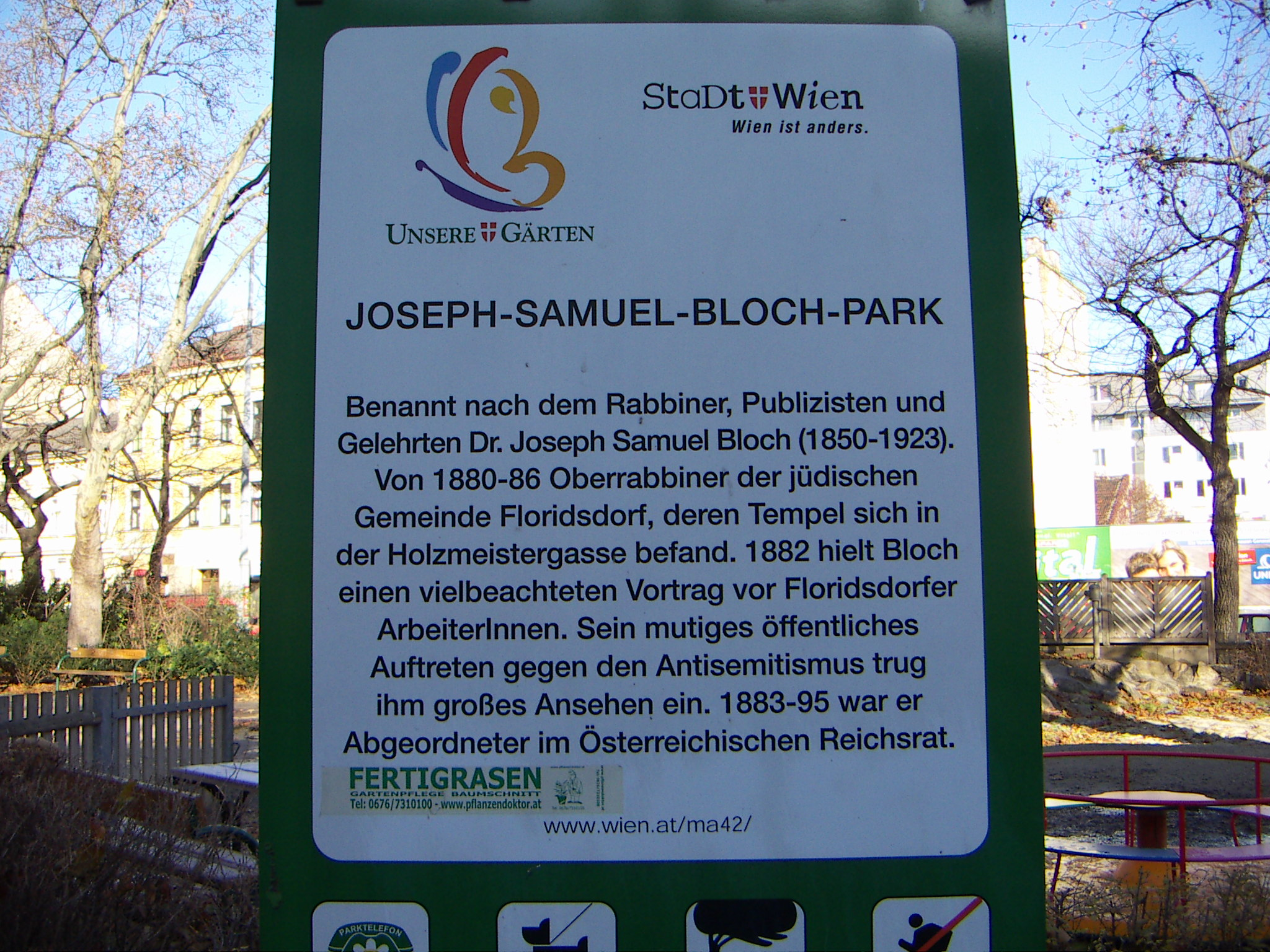
Joseph-Samuel-Bloch-Park in Floridsdorf

- Ursprung und Entstehung des Buches Kohelet (1872)
- Studien zur Geschichte und Sammlung alttestamentlicher Literatur (1876)
- Die Juden in Spanien (1876)
- Gegen die Antisemiten (1882)
- Prof. Rohling und das Wiener Rabbinat (1882)
- Der nationale Zwist und die Juden in Österreich (1886)
- Dokumente zur Aufklärung (1884, 1885, 1900)
- Die Judenfrage in Rumänien (1902)
- Israel und die Völker (1922)
- Erinnerungen aus meinem Leben:
  - Band 1: Erinnerungen aus meinem Leben. Löwit, Wien 1922.
  - Band 2: Schwurgerichtsprozess kontra Pfarrer Dr. Joseph Deckert und Paulus Meyer. Löwit, Wien 1922.
  - Band 3: Aus dem handschriftlichen Nachlaß des Verfassers. Herausgegeben von seinem Bruder Morris Bloch, Appel, Wien 1933.

## Ehrungen
- Die Aktion gegen den Antisemitismus in Österreich vergibt die Joseph-Samuel-Bloch-Medaille.
- 2002: In Floridsdorf beim Hoßplatz wird ein Joseph-Samuel-Bloch-Park benannt.[3]